# Diploscapter lycostoma
Diploscapter lycostoma är en rundmaskart. Diploscapter lycostoma ingår i släktet Diploscapter och familjen Rhabditidae. Inga underarter finns listade i Catalogue of Life.